# Richard Jefferson
Richard Jefferson, född 21 juni 1980 i Los Angeles, Kalifornien, är en amerikansk basketspelare som tog OS-brons i basket 2004 i Aten. Detta var USA:s andra brons i olympiska sommarspelen.

## Lag
- New Jersey Nets (2001–2008)
- Milwaukee Bucks (2008–2009)
- San Antonio Spurs (2009–2012)
- Golden State Warriors (2012–2013)
- Utah Jazz (2013–2014)
- Dallas Mavericks (2014–2015)
- Cleveland Cavaliers (2015–2017)
- Denver Nuggets (2017–2018)